# مقاطعة بوكي

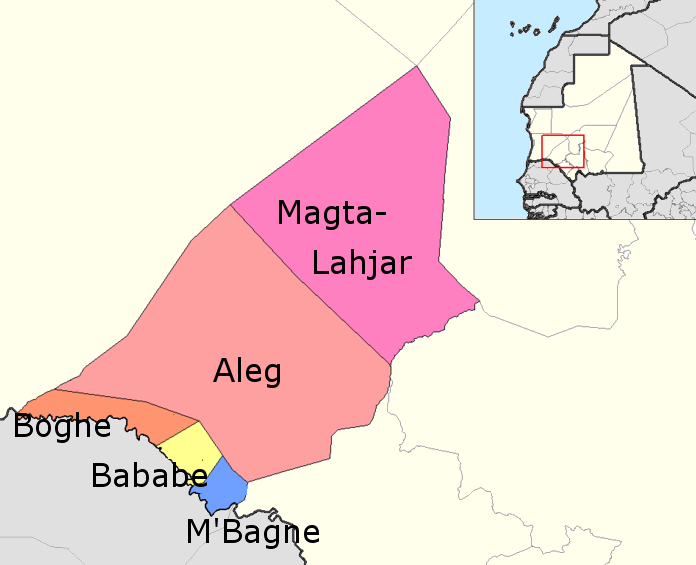
إدارات براكنا : بوغه في الجنوب الغربي

مقاطعة بوكي هي واحدة من خمس مقاطعات ولاية براكنة في موريتانيا.

## قائمة البلديات في المقاطعة
تتكون المقاطعة من أربع بلديات:
- بوكي
- دار العافية
- دار البركة
- ولد بيرم

## السكان
في عام 2000، كان مجموع سكان المقاطعة 63123 نسمة (30465 رجلاً و 32658 امرأة).